# 小行星8218
小行星8218（英語：8218 Hosty）是一颗围绕太阳公转的小行星。1996年5月8日，罗伯特·H·麦克诺特在赛丁泉山发现了此天体。
这颗小行星的绝对星等为108.5480376072352等。